# Oreomystis bairdi
Oreomystis bairdi là một loài chim trong họ Fringillidae.